# Marcela Hussey
Marcela Inés Hussey (24 de abril de 1967) es una jugadora de hockey retirada de Argentina. Participó del equipo Argentino (Aún no se las llamaba Las Leonas) que clasificó en séptimo lugar en los Juegos Olímpicos de Seúl 1988, Corea del Sur. Antes había ganado la medalla de oro en los Juegos Panamericanos de 1987 en Indianápolis.